# Marek Wróbel (hokeista)
Marek Wróbel (ur. 15 maja 1989 w Gdyni) – polski hokeista.
Jego starsi bracia Bartłomiej i Adam również zostali hokeistami.

## Kariera
- SMS I Sosnowiec (2005–2008)
- Stoczniowiec Gdańsk (2008–2009)
- Boston Bulldogs (2009)
- Stoczniowiec Gdańsk (2009–2011)
- Nesta Karawela Toruń (2011–2012)
- Polonia Bytom (2013–2014)
- MH Automatyka Stoczniowiec 2014 Gdańsk (2014)
- Cracovia (2014-2017)
- MH Automatyka Gdańsk (2017-2018)

W barwach reprezentacji Polski do lat 18 uczestniczył w turniejach mistrzostw świata juniorów do lat 18 w 2006. W barwach reprezentacji Polski do lat 20 uczestniczył w turniejach mistrzostw świata juniorów do lat 20 w 2004, 2008, 2009. Absolwent NLO SMS PZHL Sosnowiec z 2008. Ukończył AWFiS w Gdańsku oraz UMK w Toruniu.
Od listopada 2011 do listopada 2012 roku zawodnik Nesta Karawela Toruń. Od stycznia 2013 do maja 2014 zawodnik Polonii Bytom. Od drugiej połowy grudnia 2014 do kwietnia 2017 zawodnik Cracovii. Od sierpnia 2017 ponownie zawodnik MH Automatyki. W listopadzie 2018 jego kontrakt został rozwiązany.
Został także zawodnikiem hokeja na rolkach i reprezentantem Polski w tej dyscyplinie. Zdobywca tytułu najlepszego zawodnika sezonu 2014 w Polskiej Lidze Hokeja na Rolkach. Najlepsze strzelec oraz punktujący Mistrzostw Świata we Francji 2014 (11G+8A). W czerwcu 2016 został powołany do kadry Polski na turniej mistrzostw świata w. Został powołany do reprezentacji Polski na turniej hokeja na rolkach podczas World Games 2017. 
- MH Automatyka Gdańsk (2013) - 2 miejsce
- Mad Dogs Stoczniowiec (2014 - 2 miejsce, 2015 - 3 miejsce, 2017 - 3 miejsce)
- Reprezentacja Polski Seniorów - 2014 Mistrzostwa Świata FIRS - Tuluza, Francja - 13 miejsce
- Reprezentacja Polski Seniorów - 2016 Mistrzostwa Świata FIRS - Asiago, Włochy - 9 miejsce
- Reprezentacja Polski Seniorów - 2017 World Games - Wrocław, Polska - 8 miejsce

## Sukcesy
Klubowe
- Puchar Polski: 2015 z Cracovią
- Złoty medal mistrzostw Polski: 2016, 2017 z Cracovią
- Superpuchar Polski: 2016 z Cracovią